# Hermann von Carinthia

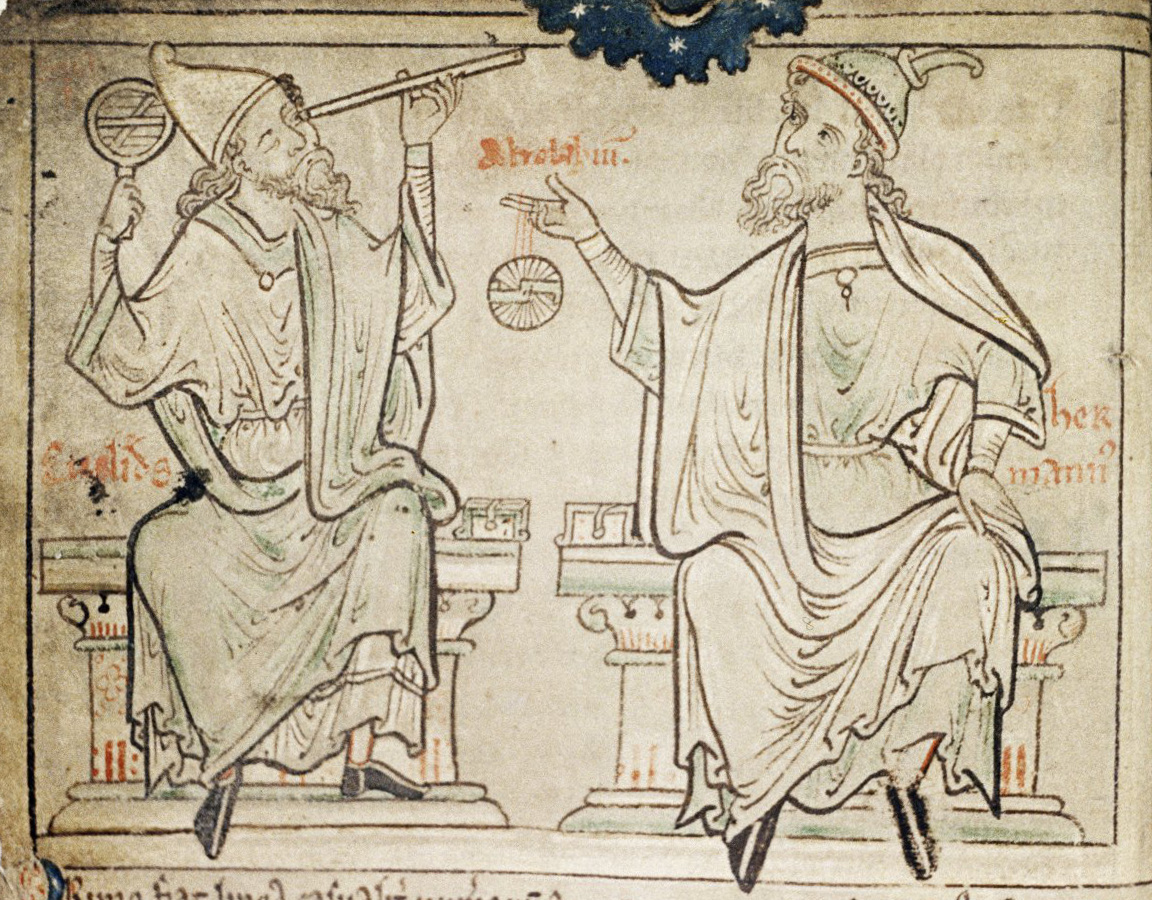
Euklid (links) mit Astrolab und Visierrohr und Herman von Carinthia (rechts, als Hermanus bezeichnet, manchmal auch mit Hermann von Reichenau identifiziert) mit Astrolab. Bodleian Library, Ashmole MS 304 (Folio 2) von Matthäus Paris, St. Albans, von 1240 bis 1260

Hermann von Carinthia oder Hermann von Kärnten (auch Hermannus Dalmata, Sclavus Dalmata oder Hermannus Secundus, slowenisch Herman Koroški, * um 1100; † um 1155) war ein Philosoph, Astronom, Astrologe, Mathematiker, Übersetzer und Autor. Nach seiner eigenen Aussage war er im Herzen von Istrien (heute Kroatien) geboren, doch nach manchen Quellen stammt er von der Insel Korčula in Kroatien. Hermann gilt als der wichtigste Übersetzer arabischer astronomischer Texte im 12. Jahrhundert und Botschafter arabischer Kultur in Europa.
Istrien war zu Hermanns Zeit eine Mark des damals noch großen Herzogtums Kärnten (dessen Name abgeleitet ist von Karantanien, Carantania, Carentania, ebenso wie slowenisch Karantanija, Korotan oder Koroška, jenes Karantanien, das angeblich 595 zum ersten Mal als „Gorostan“, d. h. Bergland, erwähnt wurde und bis zu seinem Aufgehen im „Heiligen römischen Reich“ der erste unabhängige Staat der Proto-Slowenen gewesen war.)

## Abstammung und Bildung
Hermanns zweiter lateinischer Name Sclavus Dalmata bzw. die gelegentliche Bezeichnung der Slawe weisen vielleicht nicht auf seine slawische Herkunft, sondern auf seine slawische Umgebung hin, deren Sprache er verstanden und wohl auch beherrscht haben dürfte, denn in jenem großen Kärnten des 12. Jahrhunderts wurde das bayerische Deutsch nur teilweise gesprochen. Abstammungsmäßig soll Hermann ein Sohn des Kärntner Spanheimers Engelbert II. gewesen sein, der 1103 mit der Markgrafschaft Istrien belehnt wurde, faktisch aber offenbar bereits ab 1096 die Mark zunächst für Poppo II. (III.) und ab 1093 für Burkhard von Moosburg leitete und 1123 auch Herzog von Kärnten wurde. Allerdings scheint Hermann unter den sieben Kindern Engelberts II. - Ulrich, Engelbert, Heinrich, Rapoto, Adelheid, Hartwig, Mathilde –, die er von seinen Gattinnen Uta von Vohburg, der Tochter des Passauer Burggrafen Ulrich dem Vielreichen, bzw. in zweiter Ehe mit Adelheid von Lechsgmünd hatte, nicht auf. Falls Hermanns jedoch tatsächlich ein Spanheimer war, könnten die Beinamen Sclavus bzw. der Slawe indes eventuell auch darauf verweisen, dass er ein unehelicher Sohn Engelberts mit einer slowenischen oder kroatischen Mutter war.
Mit hoher Wahrscheinlichkeit besuchte Hermann eine benediktinische Klosterschule in Istrien. In Chartres besuchte er eine der dortigen Kathedralschulen, Vorgänger der Universitäten. Die Lehrer in Chartres waren Bernhard von Chartres und Thierry von Chartres. Nach 1130 studierte Hermann in Paris. Die Schule von Chartres war bekannt für ihr Interesse am christlichen Platonismus und den Naturwissenschaften, und vielleicht wurde Hermanns Aufmerksamkeit schon in Frankreich auf die arabischen Quellen der klassischen Texte gelenkt.
Einer von Hermanns Kommilitonen in Frankreich war Robert von Ketton, mit dem er vier Jahre lang den Nahen Osten bereiste. Beide Männer wurden Übersetzer aus dem Arabischen. In Konstantinopel und Damaskus lernte Hermann die zeitgenössische arabische Wissenschaft kennen. Ca. 1138 kehrte er nach Europa zurück und wirkte als Gelehrter in Spanien und Südfrankreich. Ein großer Teil seiner Arbeit blieb anonym.

## Übersetzungen des Korans und anderer islamischer Quellen
Die erste bekannte Übersetzung des Korans in eine europäische Sprache war Teil eines Auftrags von Petrus Venerabilis, einige islamische Texte ins Lateinische zu übersetzen. Diese Version des Korans wurde „Lex Mahumet pseudoprophete“ genannt und den Hauptanteil an der Übersetzung hatte Robert von Ketton. Außerdem arbeiteten Peter von Toledo und Mohammed der Sarazene mit. Der Auftrag, der 1143 abgeschlossen wurde, schloss noch andere islamische Texte ein und es scheint, dass Hermann bei diesen die Hauptarbeit geleistet hat (De generatione Mahumet et nutritura eius und Doctrina Mahumet).

## Übersetzungen klassischer Autoren
Hermann übersetzte 1143 in Toulouse das Werk Planisphaerium von Claudius Ptolemäus nach einer arabischen Übersetzung aus dem Griechischen (mit Kommentaren von Maslama al-Madschriti, der im 10. Jahrhundert in Córdoba wirkte). Die westeuropäischen Gelehrten lernten die ptolemäische Weltsicht durch dieses Werk kennen, das Hermanns Lehrer Thierry von Chartres gewidmet war. (Lange Zeit glaubte man, diese Übersetzung sei die einzige erhaltene Verbindung zu Ptolemäus’ Original. Später wurde in Istanbul eine weitere arabische Übersetzung gefunden.)
Hermann übersetzte auch den Kanon der Könige des Ptolemäus, diese Übersetzung wurde lange dem Deutschen Hermann Contractus zugeschrieben.
Euclidis geometria (Elementa) übersetzte Hermann um 1140, vielleicht in Zusammenarbeit mit Robert von Ketton.

## Astrologie and Astronomie
Hermanns erste bekannte Übersetzung war das sechste Buch einer astrologischen Abhandlung Liber sextus astronomie des jüdischen Autors Sahl ibn Bischr. Es wurde 1138 in Spanien unter dem Titel Zaelis fatidica herausgegeben. Bischr schrieb in der griechischen astrologischen Tradition. Seine ersten fünf Bücher wurden erhalten in der Übersetzung von Johannes von Sevilla (Johannes Hispalensis). Das sechste Buch enthält Weissagungen, basierend auf den Bewegungen der Planeten und Kometen.
Ca. 1140 übersetzte Hermann das astronomische Werk Kitab al-madkhal ila ilm ahkam al nujum (Einführung in die Astronomie) des Abu Ma’shar. Das Werk enthält Problemstellungen aus der griechischen Philosophie, der arabischen Astronomie und der östlichen Astrologie, und wurde zuerst 1133 von Johannes von Sevilla ins Lateinische übertragen. Hermanns freiere Übersetzung wurde mehrmals unter dem Titel Liber introductorius in astronomiam Albumasaris, Abalachii veröffentlicht (Augsburg 1489; Venedig 1495 und 1506). Ein großer Teil von Hermanns Arbeit wurde in Roger von Herefords Book of Astronomical Judgements eingefügt.
Hermann übersetzte Muhammad ibn Musa al-Chwarizmis astronomische Tabellen (zij) – sie wurden 1126 auch von Adelard von Bath (1075–1164) übersetzt.
Charles Burnett (2001) geht davon aus, dass Hermann mit Robert von Ketton und Hugo (oder Hugh) von Santalla am Liber novem iudicum (Buch der neun Richter) arbeitete, einer Sammlung von Übersetzungen arabischer Astrologen, vor allem al-Kindīs. Vielleicht hatten sie die Absicht, die zeitgenössische abergläubische lateinischsprachige Astrologie durch arabische wissenschaftliche Astronomie zu ersetzen. Laut Burnett setzten die Magier der Renaissance die von Herman, Robert und Hugh begründete hermetische Tradition lediglich fort. Bemerkenswert ist, dass Hermann die Fachausdrücke und eine Beschwörung des Ascpelius mit Hugh teilt, vor allem in seinem Werk De essentiis (s. u.)
Im Bild von Euklid und einer Person namens Hermanus am Anfang des Experimentarius Bernardini Silvestri (MS Ashmole 304, fol. 2v, Bodleian Library), eine Handschrift von Prophezeiungen (sortes), in dem auch noch andere „Autoritäten“ ausgeführt und von Matthäus Paris abgebildet sind, wurde die abgebildete Person Hermannus häufig mit Hermann von Carinthia identifiziert. Im Text selbst wird weder Euklid noch eine Person namens Hermannus erwähnt. Das Astrolab war andererseits häufig ein Zeichen für Astrologen oder Astronomen (und Euklid stand häufig allgemein für exakte Wissenschaft). Später wurde die Figur auch mit Hermann von Reichenau identifiziert. Nach anderen Autoren symbolisieren sie einfach Geometrie und Astronomie. Hermann von Carinthia übersetzte arabische astronomische Texte (wenn auch nicht über das Astrolab), und eine Version von Euklid war Teil des Heptateuchon, das er mit Robert of Kettle für Thierry von Chartres vorbereitete. Hermann von Reichenau wurde andererseits eine Abhandlung über das Astrolab zugeschrieben (De mensura astrolabii).

## Eigene Werke
Hermanns Originalwerk zur Philosophie war De essentiis. Darin befasst er sich mit den fünf aristotelischen Kategorien Ursache, Bewegung, Raum, Zeit und Umwelt (habitudo). Er begann diese Abhandlung 1143 in Toulouse und vollendete sie im gleichen Jahr in Béziers. 1982 wurde das Buch in Deutschland aufgelegt.
Auch einige andere Werke werden Hermann zugeschrieben:
- der Liber imbrium über Meteorologie, 1140/1141
- De indagatione cordis (Von der Erforschung des Herzens), über Astrologie, darin werden zahlreiche arabische und jüdische Wissenschaftler genannt und zitiert
- mathematische und astronomische Werke De mensura, De utilitatibus astrolabii, De compositione et usu astrolabii – vor 1143. Hermann war offenbar sehr am Astrolabium interessiert, denn sein Porträt zeigt ihn mit einem solchen Gerät

Viele mittelalterliche Autoren beziehen sich auf Hermanns Werk, zum Beispiel Albertus Magnus im Speculum astronomiae.